# سن میگل شهرستان کنترا کوستا (کالیفرنیا)
سن میگل شهرستان کنترا کوستا (به انگلیسی: San Miguel) یک منطقهٔ مسکونی در ایالات متحده آمریکا است که در شهرستان کنترا کوستا، کالیفرنیا واقع شده‌است. سن میگل شهرستان کنترا کوستا ۲٫۷۲۱ کیلومتر مربع مساحت و ۳٬۳۹۲ نفر جمعیت دارد و ۹۱٫۱۴ متر بالاتر از سطح دریا واقع شده‌است.